# Bernard George Webber
Pour les articles homonymes, voir Bernard Webber et Webber.
Bernard George Webber (6 août 1914-5 décembre 2000) est un homme politique canadien de la Colombie-Britannique. Il est député provincial social-démocrate de la circonscription britanno-colombienne de Similkameen de 1941 à 1945.

## Biographie
Né à Winnipeg au Manitoba, Webber travaille comme directeur d'écol, comme superintendant de district et comme assistant superintendant de l'instruction publique pour le ministère de l'Éducation et superintendant pour l'éducation spécialisée pour ce ministère.
Il est également président de la Société historique de l'Okanagan de 1989 à 1991. Webber est aussi l'auteur du livre Silk trains: the romance of Canadian silk trains en 1993.
Webber meurt à Vancouver en décembre 2000 à l'âge de 86 ans.